# 佛山西客专动车运用所
佛山西客专动车运用所位于中华人民共和国广东省佛山市南海区狮山镇佛山西站东侧，是贵广高速铁路和南广铁路共用的动车运用所，承担上述铁路动车组的一级修。

## 基本信息
佛山西客专动车运用所设有24股存车线和一座维修工区。佛山西客专动车运用所与佛山西站客专场之间设有两条动车走行线，分别是上行Z4和下行Z3。

## 历史
- 2013年2月25日，佛山西客专动车运用所随佛山西站一并开工[1]。
- 2016年9月5日，佛山西客专动车运用所接触网一次性送电成功[4]。
- 2016年9月30日，佛山西客专动车运用所正式启用[6]。